# Poa versicolor
Poa versicolor là một loài thực vật có hoa trong họ Hòa thảo. Loài này được Besser miêu tả khoa học đầu tiên năm 1821.